# Đường tỉnh 202
Đường tỉnh 202 hay tỉnh lộ 202, viết tắt ĐT202 hay TL202, là đường tỉnh mới mở ở huyện Nguyên Bình và Bảo Lạc, tỉnh Cao Bằng, Việt Nam.
Đường tỉnh 202 dài 67 km. Đường tỉnh 202, điểm đầu tại Ngã ba Ca Thành, Quốc lộ 34, xã Ca Thành, huyện Nguyên Bình. 22°41′18″B 105°50′39″Đ / 22,688251°B 105,844092°Đ
Đường tỉnh 202 đi hướng tây bắc qua các xã: Đình Phùng, Huy Giáp, Phan Thanh và thị trấn Bảo Lạc, huyện Bảo Lạc.
Từ thị trấn Bảo Lạc, Đường tỉnh 202 đi hướng đông bắc tới xã Cô Ba và Mốc 589 tại biên giới Việt Trung.
Điểm cuối tại Mốc 589, Cô Ba, huyện Bảo Lạc.
Tuyến đang được cải tạo xây dựng đạt cấp V miền núi, đoạn từ Ca Thành – Pác Lũng dài 25 km mặt đường trải nhựa. Đoạn Pác Lũng – Phan Thanh – Bảo Lạc – Cô Ba – Mốc 589 dài 42 km hiện tại cấp giao thông nông thôn – A, mặt nhựa và cấp phối.
Đoạn từ xã Ca Thành qua Yên Lạc, Lũng Pán, Pắc Lũng (xã Huy Giáp) là phần của Quốc lộ 34 cũ, dài 48 km, sau khi đoạn Quốc lộ 34 ở đây được mở mới theo thung lũng sông Neo. Trên đoạn này có đèo Pắc Lũng, được nhắc đến trong văn liệu về du lịch. 22°49′00″B 105°45′47″Đ / 22,816804°B 105,763138°Đ
Trên Google Maps 2018 đoạn Ca Thành - TT Bảo Lạc chưa biên tập, đoạn TT Bảo Lạc - Cô Ba ghi nhầm là ĐT217.